# لوكاس ووكر
لوكاس ووكر (بالإنجليزية: Lucas Walker) مواليد 6 ديسمبر 1984، هو لاعب كرة سلة أسترالي بدأ مسيرته الاحترافية في سنة 2010 يلعب في الدوري الأسترالي لكرة السلة ويحمل الرقم 12.

## روابط خارجية
- لوكاس ووكر على موقع كرة السلة الأوروبية.كوم (الإنجليزية)
- لوكاس ووكر على موقع كلية كرة السلة في سبورتس رفرنس.كوم (الإنجليزية)
- لوكاس ووكر على موقع ريلجم (الإنجليزية)
- لوكاس ووكر على موقع بروبوليرز (الإنجليزية)
- لوكاس ووكر على موقع سبورتس رفرنس (الإنجليزية)